# ○○と二宮と
『○○と二宮と』（まるまるとにのみやと）は、二宮和也の初のカバー・アルバム。2022年6月17日にJ Stormから発売。

## 解説
二宮和也の初のカバー・アルバム。自身が選曲した8曲を収録。
CD+DVD（規格品番：JSNC-054/5）及びCD+Blu-ray（規格品番：JSNC-056/7）の2仕様で、ジャニーズショップオンラインストアにて嵐ファンクラブ会員限定で発売。購入申し込み期間は2022年4月26日23時59分までだった。また、同年6月20日には各音楽配信サービスでストリーミング・ダウンロード配信（規格品番：JADA-0006）も開始した。
DVD/Blu-rayには、自身のカバーによる「HONEY BEAT」のミュージック・ビデオが収録されている。

## 収録トラック
※括弧内は原曲アーティスト名。

### CD/Stream/Download
1. 「君と僕の挽歌」（さかいゆう）
  - 作詞・作曲：さかいゆう
  - 編曲：UTA（TinyVoice,Production）
2. 「Walking with you」（Novelbright）
  - 作詞：雄大
  - 作曲：雄大・勇太郎
  - 編曲：ケンモチヒデフミ
3. 「Pretender」（Official髭男dism）
  - 作詞・作曲：藤原聡
  - 編曲：Giga
4. 「ひまわりの約束」（秦基博）
  - 作詞・作曲：秦基博
  - 編曲：高尾直樹
5. 「Attitude」（Mrs. GREEN APPLE）
  - 作詞・作曲：大森元貴
  - 編曲：ha-j
  - 自身がパーソナリティを務めるbayfmのラジオ番組『BAY STORM』（2020年3月8日放送分）で一度披露されている[5]。
6. 「想うた 〜愛する人を想う〜」（キヨサク）
  - 作詞：篠原誠
  - 作曲：キヨサク
  - 編曲：ha-j
7. 「廊下を走るな」（日食なつこ） 
  - 作詞・作曲：日食なつこ
  - 編曲：田中ユウスケ・KOHD
8. 「HONEY BEAT」（V6）
  - 作詞・作曲：近藤薫
  - 編曲：トオミヨウ

### DVD/Blu-ray
1. 「HONEY BEAT」Music Video
  - 監督：瀬里義治 & 大喜多正毅[要出典]